# Józef i Wiktoria Ulma
Józef i Wiktoria Ulma i njihovo sedmero djece - poljski katolički blaženici
Józef i Wiktoria Ulma bili su poljski rimokatolički bračni par koji je tijekom njemačke okupacije Poljske skrivao dvije židovske obitelji u selu Markowi riskirajući život kako bi ih spasio od holokausta. Nakon denunciranja, par i njihovo sedmero djece 24. ožujka 1944. pogubile su njemačke policijske jedinice zajedno sa židovskim izbjeglicama. Godine 1995. Yad Vashem odao im je počast kao Pravednicima među narodima. Godine 2023. svi članovi obitelji proglašeni su blaženima, uključujući i nerođenu bebu od 8 mjeseci, koja je prvo nerođeno dijete proglašeno blaženim.
Józef Ulma (* 1900.) zarađivao je za život svoje šire obitelji kao voćar u Markowi. Radio je na najnovijim metodama oplemenjivanja stabala jabuke, uzgoja svilene bube i pčelarstva. Također se amaterski bavio fotografijom i djelovao u lokalnom pokretu katoličke mladeži.
Wiktoria Ulma rođena je 1912. kao sedmo dijete Jana i Franciszke Niemczak, a bez majke je ostala sa šest godina. Dana 7. srpnja 1935. udala se za Józefa Ulmu, koji je bio 12 godina stariji od nje i s kojim je imala šestero djece: Stanisława, Barbaru, Władysława, Franciszeka, Antonija i Mariju. Wiktoria je bila kućanica i bila je u visokoj trudnoći sa svojim sedmim djetetom u vrijeme pogubljenja.
U ljeto 1942. obitelj Ulma i drugi mještani svjedočili su pogubljenju gotovo 100 židovskih stanovnika od strane njemačkih žandara. Žrtve su pokopane na mjestu nekadašnjeg stočnog groblja. Budući da su neki Židovi uspjeli pobjeći, a opsežna potraga u kojoj su sudjelovale njemačke jedinice i Poljaci nije lovila samo preživjele masakra, šesteročlana židovska obitelj Szall iz Łańcuta potražila je utočište kod obitelji Ulma u jesen 1942. godine. Položaj kuće na rubu sela činio se prikladnim za skrovište. Ubrzo nakon toga, dvije sestre Židovke, Golda i Layka Goldman, zatražile su da budu primljene. Iako prisutnost dviju židovskih obitelji u malom selu nije bila potpuno skrivena, oni su pomogli obitelj Ulma manjim aktivnostima kako bi nadoknadili udvostručene troškove života.
U noći s 23. na 24. ožujka 1944. njemački policajci iz Łańcuta, predvođeni Istočnofrizijcem Eilertom Diekenom, provalili su u kuću Ulmasovih zajedno s poljskom pomoćnom policijom sastavljenom od regrutiranih Ukrajinaca. Prema izvješćima, Włodzimierz Leś, poljski policajac iz Łańcuta, osudio je obitelj Ulm jer su držali imovinu izbjegličke obitelji Goldman što se dogodilo, prije nego što njemačke okupacijske snage naredile povlačenje pred nadolazećom Crvenom armijom. Policija je prvo ustrijelila dvije židovske obitelji, zatim Józefa i Wiktoriju Ulmu, koja je tijekom pogubljenja porađala svoje sedmo dijete. Tada je strijeljano njihovo šestero male djece. Mještani sela Markowa morali su prisustvovati drakonskom kaznenom sudu kao mjeru odvraćanja, što je izazvalo veliku paniku među pojedinim obiteljima koje su skrivale druge Židove. Od 120 Židova koji su živjeli u Markowi na početku rata, gotovo dvadeset ih je preživjelo uz pomoć svojih susjeda Poljaka katolika.

## Počasti i beatifikacija
Dana 13. rujna 1995., Józef i Wiktoria Ulma počašćeni su od Yad Vashema počasnom titulom Pravednika među narodima. Na 60. obljetnicu pogubljenja 2014., podignut je spomen-kamen u Markowi, na čijem je otkrivanju nadbiskup Przemyśla, Józef Michalik, slavio papinsku misu.
Godine 2016. poljski predsjednik Andrzej Duda otvorio je „Muzej obitelji Ulma” u Markowi u čast svim Poljacima koji su spašavali Židove od holokausta. Prema povjesničarima, samo u Podkarpatskoj regiji najmanje 1600 Poljaka skrivalo je oko 2900 Židova od njemačkih okupatora tijekom Drugog svjetskog rata. Priča se da su nacionalsocijalisti zbog toga ubili oko 200 od tih Poljaka. Do veljače 2023. Izrael je odlikovao više od 7200 Poljaka kao “Pravednike među narodima” za spašavanje Židova.
Katolička Crkva je 2003. godine pokrenula proces beatifikacije 122 poljskih mučenika Drugog svjetskog rata, uključujući i obitelj Ulma. Dijecezanske istrage za bračni par Ulma pokrenute su 17. rujna 2003., a završene su 24. svibnja 2011. Dana 17. prosinca 2022. papa Franjo potvrdio je mučeništvo obitelji kao preduvjet za proglašenje blaženim.
Beatifikacija je najavljena u veljači 2023. za svih devet članova obitelji Ulma, uključujući i nerođeno dijete i održana je 10. rujna 2023. Dan njihova sjećanja je 7. srpnja, na godišnjicu njihova braka.

## Galerija
- Józef i Wiktoria Ulma
- Józef Ulma
- Wiktoria Ulma (uslikao Józef Ulma)
- Wiktoria Ulma i djeca (uslikao Józef Ulma)